# Carl & Niels
Carl & Niels er en dansk dokumentarfilm fra 2013, der er instrueret af Alexander Lind.

## Handling
Carl og Niels er tvillinger og var uadskillelige som børn, men i voksenlivet er de ved at miste hinanden.